# Jardin de Khan
Le jardin de Khan est un jardin situé à Gandja, en Azerbaïdjan.

## Histoire
Javad Khan, membre de la dynastie Kadjar et dernier khan de Gandja de 1786 à 1804, était un naturaliste. Il avait 52 hectares de jardin constitué des arbres rares qu'il a obtenus auprès des marchands voyageurs qui sont passés dans la ville. Lié à son nom, le jardin est actuellement l'un des principaux lieux de repos des habitants de Gandja.